# Amleto Monsellato
Amleto Monsellato (Presicce, 8 dicembre 1922 – Presicce, 18 febbraio 1999) è stato un politico italiano.

## Biografia
Fu sindaco di Presicce in provincia di Lecce negli anni '60, parlamentare della Repubblica italiana per quattro legislature (Deputato dal 1968 al 1972 e dal 1976 al 1979 e Senatore dal 1979 al 1987, con il PSI) e Sottosegretario di Stato alla Sanità nel 1980 al Governo Cossiga II.
Il suo nome comparve nella lista degli appartenenti alla P2, tessera numero 54.
Morì nel 1999 all'età di 76 anni.